# Iouri Skouratov
Iouri Ilitch Skouratov (russe : Ю́рий Ильи́ч Скура́тов; né le 3 juillet 1952 à Oulan-Oudé) est un juriste et homme politique russe, connu pour avoir été malgré lui au milieu d'un scandale et d'une manœuvre politico-médiatique.

## Affaires notables traitées
De 1995 à 1999, Skouratov est procureur général de Russie. En février 1999, il dévoile l'existence de FIMACO.
Se basant sur un audit des activités financières et économiques du bureau du procureur général de Russie sur lequel Nikolaï Emelianov a enquêté, Lioubov Tarassova, auditrice principale pour la Banque centrale de Russie et travaillant pour Unicom et responsable de « vérifier l'exactitude de la documentation et l'essence douteuse de transactions commerciales », est retrouvée poignardée à mort dans son appartement de Moscou le 16 octobre 1997,,. Skouratov avait dirigé une enquête sur la corruption de l'ancien procureur général par intérim de Soudjensk (oblast de Kemerovo), Alexeï Iliouchenko, et son ami Piotr Yantchev. Les accusations formulées par Iliouchenko contre Elena Massiouk avaient été abandonnées en août 1995 dans le contexte d'un scandale de corruption contre Iliouchenko, et Iliouchenko a été forcé à la démission le 8 octobre 1995 sur la base d'accusations l'impliquant dans le vol de 25 millions de tonnes de pétrole russe, représentant 2,7 milliards de roubles, de la compagnie Balkar Trading. La banque BAM-Crédit qui détenait les comptes de Balkar Trading était le financier principal de mines d'or dans les oblasts d'Irkoutsk et Magadan. À la suite d'une enquête criminelle suisse, l'enquêteur genevois S. Esposito gèle les comptes suisses de la filiale suisse de Balkar Trading, Balcar Trading Sari, établie le 28 juin 1994 comme société écran par sa femme Tatiana Vladimirovna Iliouchenko (avocate pour la banque Balkar) et Piotr Golovinov (bras droit de Yantchev) qui avait organisé les mouvements d'actifs de Balkar Trading, de Bam-Crédit et de la Maison russe de Selenga (Русский дом селенга) vers la compagnie suisse Balcar Trading Sari. Le 1er novembre 1996, les actes d'accusation du procureur de Genève confirment le gel des comptes suisses et Iliouchenko est maintenu en détention provisoire pendant les deux années suivantes. Cependant, le 11 mai 2001, les accusations contre Alexeï Iliouchenko et son ami Piotr Yantchev sont abandonnées par Vladimir Oustinov,,,,.
À la fin des années 1990, Skouratov et Carla Del Ponte avec Filipe Turover fournissent des preuves dans une enquête impliquant des personnalités russes de haut rang,,. Felipe Turover fait état que 15 milliards de dollars provenant de fonds du FMI se retrouvant sur les comptes en Suisse, au Liechtenstein et aux Caraïbes, serviraient à soutenir des activités du Kremlin,,,,,,
En avril 1999, Vladimir Poutine, alors chef du FSB, et le ministre de l'Intérieur Sergueï Stepachine tiennent une conférence de presse télévisée dans laquelle ils traitent d'une vidéo mise sur les ondes le 17 mars sur la chaîne RTR où l'on montre un homme nu ressemblant à Skouratov dans une chambre avec deux jeunes femmes. Cette vidéo est publiée après la mise en cause de nombreux cas de corruption de personnalités officielles dont Alexandre Mamout et Pavel Borodine et des accusations contre Boris Eltsine et des proches. Cette vidéo est un exemple de kompromat. La démission de Skouratov intervient quelques jours avant une seconde enquête sur le propriétaire de l'entreprise de travaux publics albano-kosovare Mabetex (enregistrée à Lugano), l'homme d'affaires albanais Behgjet Pacolli, lié à une organisation de blanchiment où notamment Pavel Borodine, est cité (il est innocenté par la Suisse en 2002). Selon certains observateurs, il serait lié à Vladimir Poutine,.
Skouratov est démis de ses fonctions de procureur général en avril 2000, après avoir purgé une suspension pour avoir accusé de hauts fonctionnaires de corruption,.

## Campagne présidentielle de 2000
Iouri Skouratov se présente à l'élection présidentielle russe de 2000. La campagne de Skouratov diffuse largement des publicités destinées à réparer les dommages infligés à sa réputation par la vidéo qui avait été publiée en 1999. Ces publicités le dépeignent comme un père de famille décent et un mari fidèle qui avait été victime de mensonges et de machinations. Dans la couverture limitée qui lui a été attribuée, les médias le traitent comme un acteur secondaire plutôt que comme un candidat sérieux à la présidence. Il obtient 0,43 % des voix, à la dernière place.